# イソリキリチゲニン
イソリキリチゲニン（Isoliquiritigenin）とは、(E)-1-(2,4-ジヒドロキシフェニル)-3-(4-ヒドロキシフェニル)-プロプ-2-エン-1-オンのことであり、カルコン類に分類される有機化合物の1種である。片仮名表記ではイソリキリティゲニンなどと書くこともあるものの、本稿ではイソリキリチゲニンの表記に統一する。CAS登録番号は961-29-5。

## 構造・性質
分子式はC15H12O4であり

極限構造式。実際は分子全体に共役系が広がっている。

、モル質量は256.257 (g/mol)である

。
常温常圧では黄色の固体であり

、常圧での融点は200 ℃から204 ℃ほどである

。カルコンが3つのフェノール性水酸基を持った構造をしており、水酸基を1つも持たないカルコンの常圧での融点が57 ℃前後であるのと比べて、140 ℃以上も融点が高い。

## 所在
天然に存在する有機化合物の1種である。具体的には、生薬の1種である甘草の成分の1つとして含有されていることが知られている。

## 生理活性
幾つかの生理活性が見られる。例えば、ラットの成体の視床下部に存在する神経細胞を用いた実験では、その神経細胞に存在するセロトニン受容体の1種である5-HT2C受容体に対して、拮抗作用を持つことが判明した

。
また、マウスに対しては催眠作用を発揮することが見出されている

。
その構造にベンゾジアゼピン骨格を持っておらず、したがってベンゾジアゼピン系薬物ではない。しかしながら、イソリキリチゲニンもベンゾジアゼピン系薬物と同様に、マウスの脳内のGABAA受容体をアロステリックに調節する作用を持つことが示唆されている。と言うのも、ベンゾジアゼピン系薬物び拮抗薬であるフルマゼニルを同時に投与すると、イソリキリチゲニンが持っている催眠作用は完全に打ち消されるからである

。
その他、同じくマウスでは、免疫抑制作用も見い出された

。